# دوغما (فلم)
دوغما (بالإنجليزية: Dogma) هي فيلم كوميدي أمريكي أنتجت سنة 1999 من قبل شركة والت ديزني ، وشارك فيه كل من الممثلين بين أفليك ومات ديمون وليندا فلورينتو وجاسون لي وسلمى حايك وغيرهم .
فيلم دوغما أثارت ضجة من الفاتيكان بسبب قيام دوغما بسخرية من الكاثوليك ومعتقداتهم.

## وصلات خارجية
- الموقع الرسمي
- مقالات تستعمل روابط فنية بلا صلة مع ويكي بيانات
- Why are Catholics so set on dogging "Dogma"?
- God Stuff: Kevin Smith Chases Jehovah
- Kevin Smith considers 'Dogma 2'
- Radio Interview with Kevin Smith from FBi 94.5 Sydney Australia